# تپه زین‌الدین
تپه زین الدین مربوط به دوره سلوکیان - دوره اشکانیان است و در شهرستان کرمانشاه، بخش مرکزی، دهستان پشت دربند، در حاشیهٔ غربی روستای زین الدین واقع شده و این اثر در تاریخ ۱۵ دی ۱۳۸۷ با شمارهٔ ثبت ۲۴۱۳۹ به‌عنوان یکی از آثار ملی ایران به ثبت رسیده است.